# Лилиан Ротер
Лилиан Ротер (на унгарски: Rotter Lillián) е унгарски психоаналитик.

## Биография
Родена е на 5 май 1896 година в Будапеща, Австро-Унгария, в семейството на журналист и учителка по музика. През 1920 завършва медицина. Членува в кръга „Галилей“, където са още Лили Хайду и Едит Дьомрьои. Омъжва се през 1923 г. за Тивадар Кертеш. След това започва обучителна анализа с Имре Херман, а през 1930 г. става член на Унгарското психоаналитично общество. През 1938 г. Лилиан и мъжът и са арестувани и интернирани в гетото на Будапеща като евреи. След Втората световна война тя влиза в комунистическата партия и участва във възстановяването на Унгарското общество през 1947 г., но то е затворено от властите през 1949 и тя започва работа като лекар в лаборатория. Раздвижване се появява чак през 60-те, когато тя участва в реорганизирането на Унгарското психоаналитично общество и прави семинари по детска анализа.
Умира на 20 май 1981 година в Будапеща на 85-годишна възраст.